# سفارة إندونيسيا في اليابان
سفارة إندونيسيا في اليابان هي أرفع تمثيل دبلوماسي لدولة إندونيسيا لدى اليابان. تقع السفارة في وهي تهدف لتعزيز المصالح الإندونيسية في اليابان.

## وصلات خارجية
- قائمة سفارات إندونيسيا
- قائمة السفارات في اليابان